# Unit of Work
| QS-Informatik | Dieser Artikel wurde wegen inhaltlicher Mängel auf der Qualitätssicherungsseite der Redaktion Informatik eingetragen. Dies geschieht, um die Qualität der Artikel aus dem Themengebiet Informatik auf ein akzeptables Niveau zu bringen. Hilf mit, die inhaltlichen Mängel dieses Artikels zu beseitigen, und beteilige dich an der Diskussion! (+) Begründung: Das englische Zitat versteht keiner, der nicht Englisch kann. Auch die deutschen Textteile sind für OMA nicht verständlich. |

Eine Unit of Work (kurz UoW) ist ein Verhaltensmuster in der Softwareentwicklung.

“A Unit of Work keeps track of everything you do during a business transaction that can affect the database. When you’re done, it figures out everything that needs to be done to alter the database as a result of your work.”

„Ein Unit of Work verfolgt alle Änderungen, welche Sie während einer Business-Transaktion durchführen, welche sich auf die Datenbank auswirken können. Wenn Sie fertig sind, stellt es fest was gemacht werden muss, um die Datenbank als Ergebnis dieser Änderungen zu ändern.“

Eine UoW kapselt hierbei ein oder mehrere Repositories und eine Liste von auszuführenden Aktionen, welche für die erfolgreiche Durchführung einer, in sich abgeschlossenen und konsistenten, Datenveränderung nötig sind. Eine UoW ist zudem dafür verantwortlich, dass Probleme durch Nebenläufigkeit behandelt werden, wozu sie Transaktionen und Stabilitätsmuster verwenden kann.